# Astragalus carinatus
Astragalus carinatus es una especie de planta del género Astragalus, de la familia de las leguminosas, orden Fabales.
Fue descrita científicamente por (Hook. & Arn.) Reiche.